# 长叶柳
长叶柳（学名：Salix phanera）是杨柳科柳属的植物，是中国的特有植物。分布在中国大陆的四川、甘肃、云南等地，生长于海拔2,200米至3,000米的地区，多生在山区溪流旁，目前尚未由人工引种栽培。

## 异名
- Salix phanera Schneid. var. weixiensis C. F. Fang